# Episodi di Hanna (prima stagione)
La prima stagione della serie televisiva Hanna, composta da 8 episodi, è stata distribuita su Amazon Prime Video il 29 marzo 2019; il primo episodio è stato reso disponibile, il 3 febbraio, ma solo per ventiquattro ore.
| n° | Titolo originale | Titolo italiano | Pubblicazione USA                                     | Pubblicazione Italia                                  |
| -- | ---------------- | --------------- | ----------------------------------------------------- | ----------------------------------------------------- |
| 1  | Forest           | La foresta      | 3 febbraio 2019 (anteprima) 29 marzo 2019 (ufficiale) | 3 febbraio 2019 (anteprima) 29 marzo 2019 (ufficiale) |
| 2  | Friend           | Amica           | 29 marzo 2019                                         | 29 marzo 2019                                         |
| 3  | City             | Metropoli       | 29 marzo 2019                                         | 29 marzo 2019                                         |
| 4  | Father           | Padre           | 29 marzo 2019                                         | 29 marzo 2019                                         |
| 5  | Town             | Città           | 29 marzo 2019                                         | 29 marzo 2019                                         |
| 6  | Mother           | Madre           | 29 marzo 2019                                         | 29 marzo 2019                                         |
| 7  | Road             | Strada          | 29 marzo 2019                                         | 29 marzo 2019                                         |
| 8  | Utrax            | Utrax           | 29 marzo 2019                                         | 29 marzo 2019                                         |

## La foresta
- Titolo originale: Forest
- Diretto da: Sarah Adina Smith[4]
- Scritto da: David Farr[5]

### Trama
In una struttura segreta rumena, Erik Heller sfugge alla sicurezza per salvare la piccola Hanna. 15 anni dopo, padre e figlia vivono nella foresta polacca. Erik ha addestrato Hanna ad essere un'incredibile assassina e cacciatrice. Eppure, desiderosa di crescere oltre i confini del suo mondo isolato, inizia ad avventurarsi lontano da casa. Questo attira l'attenzione dell'agente della CIA Marissa Wiegler, che ha cercato Hanna sin dalla nascita.
- Guest star: Joanna Kulig (Johanna)

## Amica
- Titolo originale: Friend
- Diretto da: Sarah Adina Smith
- Scritto da: David Farr

### Trama
Catturata dagli uomini di Marissa, Hanna lotta per fuggire dalla struttura CIA in Marocco e raggiungere Erik a Berlino. Lungo il tragitto, conosce Sophie, una ragazza britannica in vacanza con la famiglia, e con lei ha il primo vero assaggio del mondo reale e delle emozioni dell'adolescenza. Ma nonostante questa illusione di normalità, la minaccia di Marissa e dei suoi agenti non è mai lontana.

## Metropoli
- Titolo originale: City
- Diretto da: Jon Jones
- Scritto da: David Farr

### Trama
Hanna ed Erik si riuniscono a Berlino dove si nascondono con i vecchi amici dell'esercito di Erik. Qui la ragazza viene sempre più a conoscenza del passato di suo padre. Dopo aver vissuto la vita di una normale famiglia con Sophie, Hanna fatica ad adattarsi alle restrizioni di Erik. Nel frattempo, intuendo che Marissa è sempre più vicina, Erik e i suoi amici si preparano al contrattacco.

## Padre
- Titolo originale: Father
- Diretto da: Jon Jones
- Scritto da: David Farr

### Trama
Erik tiene prigioniera Marissa, sta cercando di negoziare un accordo per portare lui e Hanna al sicuro fuori da Berlino. Nel frattempo Hanna si nasconde con Dieter e la sua famiglia. Nel disperato tentativo di saperne di più su quello che sta facendo suo padre, Hanna scopre un enorme segreto nel suo passato. Mentre un piano di fuga inizia a formarsi, Marissa tenta di fare il proprio.

## Città
- Titolo originale: Town
- Diretto da: Amy Neil
- Scritto da: Ingeborg Topsoe

### Trama
Ancora esultante dalle sue rivelazioni su Erik, Hanna si nasconde nella periferia di Londra con Sophie, che nasconde la sua nuova amica ai suoi genitori. Sophie convince Hanna a partecipare ad una festa scolastica, in cui Hanna prova per la prima volta l'emozione di una cotta adolescenziale. Nel frattempo, gli amici di Erik cercano disperatamente di salvarlo dalle ferite mortali che ha subito fuggendo dalla cattura.

## Madre
- Titolo originale: Mother
- Diretto da: Amy Neil
- Scritto da: David Farr

### Trama
La relazione di Sophie e Hanna inizia a inasprirsi per il loro interesse comune per Anton. In seguito a questa discussione, Marissa arriva a casa di Sophie fingendo di essere la madre di Hanna. Hanna si ritrova combattuta tra il mettere in pericolo Sophie e la sua famiglia, o rinunciare alla propria libertà e andare con Marissa. Nel frattempo, Erik che è stato catturato viene brutalmente interrogato da Sawyer e dai suoi uomini.

## Strada
- Titolo originale: Road
- Diretto da: Anders Engström
- Scritto da: David Farr

### Trama
Rendendosi conto che Hanna non accetterà altro che la verità, Erik la riporta in Romania in modo che possa saperne di più sul suo passato. Nel frattempo, Marissa inizia a percepire che Sawyer non le sta dicendo tutta la verità sulla UTRAX.

## Utrax
- Titolo originale: Utrax
- Diretto da: Anders Engström
- Scritto da: David Farr

### Trama
Quando Erik rivela a Hanna la verità sulla UTRAX, è determinata ad agire. Nel frattempo, Marissa tenta di scoprire da Sawyer cosa sta realmente succedendo nella struttura. Erik e Hanna tentano di salvare i tirocinanti dalla struttura UTRAX, tuttavia riescono a convincere solo una tirocinante, Clara, a fuggire con loro. Sono riusciti a fuggire dalla struttura con l'aiuto di Clara, ma Erik soccombe alle sue ferite.